# Municipio de Raleigh (Dakota del Norte)
El municipio de Raleigh (en inglés: Raleigh Township) es un municipio ubicado en el condado de Grant en el estado estadounidense de Dakota del Norte. En el año 2010 tenía una población de 37 habitantes y una densidad poblacional de 0,4 personas por km².

## Geografía
El municipio de Raleigh se encuentra ubicado en las coordenadas 46°18′53″N 101°22′1″O / 46.31472, -101.36694. Según la Oficina del Censo de los Estados Unidos, el municipio tiene una superficie total de 93.28 km², de la cual 93,21 km² corresponden a tierra firme y (0,07 %) 0,06 km² es agua.

## Demografía
Según el censo de 2010, había 37 personas residiendo en el municipio de Raleigh. La densidad de población era de 0,4 hab./km². De los 37 habitantes, el municipio de Raleigh estaba compuesto por el 97,3 % blancos, el 2,7 % eran amerindios. Del total de la población el 0 % eran hispanos o latinos de cualquier raza.